# Rosángeles Valls Ballester
Rosario Ángeles Valls Ballester, conocida artísticamente como Rosángeles Valls (Valencia, 27 de junio de 1952) es una bailarina y coreógrafa española que fundó y dirigió la compañía Ananda Dansa. Su actividad profesional ha abarcado la danza, la creación coreográfica, la dirección escénica y la docencia.

## Formación
Estudió en el Conservatorio Profesional de Danza de Valencia, donde se licenció en Coreografía e Interpretación de la Danza. Amplió estudios de danza clásica y contemporánea entre los años 1975 y 1981 en el Centro Internacional de la Danza de París y en el Paris Centre. Más adelante, interesada en la producción y gestión de compañías, cursó un máster en gestión cultural en el Instituto Complutense de Ciencias Musicales de la Universidad Complutense de Madrid.

## Carrera profesional
En sus inicios profesionales, impartió clases en la escuela municipal de Algemesí (Ribera Alta) donde estudiaron algunas bailarinas que luego formarían parte de su compañía y luego enseñó danza clásica y contemporánea en la Escola L'Arabesque, en Valencia, con Micaela Torres.
En los años 1991 y 1992 fue directora del Centre Coreogràfic del Centre Dramàtic de la Generalitat Valenciana. Desde el año 2000 dirigió la escuela municipal de danza de Paterna, Valencia.

### Ananda Dansa
Rosángeles fue fundadora en 1982, junto con su hermano Edison Valls, y también directora de la compañía Ananda Dansa, reconocida internacionalmente. Dedicada a la danza de creación o danza contemporánea, la compañía se ha mantenido activa hasta 2020, después de un periodo de 38 años en el que ha montado más de 2000 representaciones y en los que ha recibido distintos premios y nominaciones.

### Gestión cultural
Ha sido consejera de diversas universidades e instituciones locales y nacionales y miembro del Consejo Nacional de la Danza del Instituto Nacional de las Artes Escénicas y de la Música en el periodo 2006-2010. También ha sido presidenta de la Asociación de Empresas de Danza de la Comunidad Valenciana desde su fundación hasta finales de 2007 y vicepresidenta y vocal desde 2010. Ha formado parte de la Comisión de Resolución de Ayudas del Ayuntamiento de Valencia de 2003 a 2010, y del comité organizador de los premios Max de las Artes Escénicas, de la Fundación Autor -después Fundación SGAE- y de la mesa de trabajo de coreografía de la Sociedad General de Autores y Editores para proteger los derechos de autor de los coreógrafos. El 2013 formó parte de la comisión preparatoria para la constitución de la Academia de las Artes Escénicas. Desde el 2000 ha dirigido la escuela municipal de danza de Paterna y Ananda Dansa ha sido la compañía residente del Teatro Antoni Ferrandis de esa localidad.

### Obras destacadas
En marzo de 1982 presentó su primer espectáculo, Danza, en el Teatro Principal, al que siguieron Destiada (1984) y Crónica Civil V-36/9 (1986). A la obra Homenaje a K (1988), en la que trata la violencia de la sociedad contemporánea, siguieron Borgia imperante, espectáculo elegido para representar al País Valenciano en la Exposición Universal de Sevilla de 1992, y Frankestein (1997), inspirado en el texto literario de Mary Shelley. Con los espectáculos dedicados al público infantil y juvenil Polo de hielo (1993) y Nointendo (1995), inició una nueva etapa, en la que se centró en el público más joven. El mago de Oz (1999), en la misma línea, obtuvo diversas premios, entre ellos el Premio Max al mejor espectáculo infantil en 2002, con Escalante Centre Teatral.
De la colaboración entre varias coreógrafas surgió Vivo en tiempos sombríos (1998), inspirada en el dramaturgo alemán Bertold Brecht y el cabaret alemán. En ojos cerrados, estrenada en 2003, recibió el Premio de las Artes Escénicas de la Generalitat Valenciana, por la mejor dirección coreográfica. Soñando Alícia (2005) fue el mejor espectáculo infantil en los Premios de las Artes Escénicas de la Generalitat Valenciana de 2006. Después de Alma (2006), que conmemoraba los 25 años de la compañía, estrenó El circo de la mujer serpiente (2008) , premiado como la mejor dirección escénica en los premios Abril de 2009. Basado en el cuento de Collodi, estrenó en 2015 Pinocho. El último espectáculo de la compañía antes de su disolución, Âtman, la despedida (2020), sobre la violencia contra la mujer, reunió a los diecisiete profesionales que han formado parte de la compañía a lo largo de su historia.

## Premios y reconocimientos
- En 2006 se le concedió el Premio Nacional de Danza, en la modalidad de creación.[8]
- En 2019 el Gobierno de España le otorgó la Medalla de Oro al Mérito de las Bellas Artes.[9]
- En 2020 obtuvo el Premio Precrea a las Artes Escénicas que conceden las cinco universidades públicas valencianas.